# 英吉利河鎮區 (愛荷華州華盛頓縣)
英吉利河鎮區（英語：English River Township）是位於美國愛荷華州華盛頓縣的一個行政鎮區。

## 地方資料
根據2010年美國人口普查的數據，英吉利河鎮區的面積為109.08平方千米，當中陸地面積為109.06平方千米，而水域面積為0.02平方千米。當地共有人口3924人，而人口密度為每平方千米35.97人。